# هراچ سیلوانیان
هراچ سیلوانیان (ارمنی: Հրաչ Սիլվանյան؛  زادهٔ ۱۸ اوت ۱۹۴۸) یک دیپلمات و سیاستمدار اهل ارمنستان است 

## زندگی‌نامه
در ۱۸ اوت ۱۹۴۸ در ایروان به دنیا آمد و از دانشگاه دولتی زبان‌ها و علوم اجتماعی بروسوف ایروان (۱۹۶۹) و دانشگاه دولتی ایروان (۱۹۷۲) فارغ‌التحصیل شد. 